# Ctenitis hirta
Ctenitis hirta är en träjonväxtart som först beskrevs av Olof Peter Swartz, och fick sitt nu gällande namn av Ren-Chang Ching. Ctenitis hirta ingår i släktet Ctenitis och familjen Dryopteridaceae. Utöver nominatformen finns också underarten C. h. portoricana.